# Dino Kresinger
Dino Kresinger (Čakovec, 20 marzo 1982) è un allenatore di calcio ed ex calciatore croato, di ruolo attaccante, vice allenatore del Varaždin.

## Carriera

### Allenatore
Il 3 dicembre 2023 entra a far parte dello staff di Nikola Šafarić come allenatore in seconda del Varaždin.

## Statistiche

### Cronologia presenze e reti in nazionale
| Cronologia completa delle presenze e delle reti in nazionale ― Croazia under 20 | Cronologia completa delle presenze e delle reti in nazionale ― Croazia under 20 | Cronologia completa delle presenze e delle reti in nazionale ― Croazia under 20 | Cronologia completa delle presenze e delle reti in nazionale ― Croazia under 20 | Cronologia completa delle presenze e delle reti in nazionale ― Croazia under 20 | Cronologia completa delle presenze e delle reti in nazionale ― Croazia under 20 | Cronologia completa delle presenze e delle reti in nazionale ― Croazia under 20 | Cronologia completa delle presenze e delle reti in nazionale ― Croazia under 20 |
| Data                                                                            | Città                                                                           | In casa                                                                         | Risultato                                                                       | Ospiti                                                                          | Competizione                                                                    | Reti                                                                            | Note                                                                            |
| ------------------------------------------------------------------------------- | ------------------------------------------------------------------------------- | ------------------------------------------------------------------------------- | ------------------------------------------------------------------------------- | ------------------------------------------------------------------------------- | ------------------------------------------------------------------------------- | ------------------------------------------------------------------------------- | ------------------------------------------------------------------------------- |
| 7-5-2003                                                                        | Novaglia                                                                        | Croazia under 20                                                                | 0 – 0                                                                           | Slovenia under 20                                                               | Amichevole                                                                      | -                                                                               | 51’                                                                             |
| Totale                                                                          |                                                                                 | Presenze                                                                        | 1                                                                               |                                                                                 | Reti                                                                            | 0                                                                               |                                                                                 |